# موسى كامارا (لاعب كرة قدم، مواليد 1999)
موسى كامارا (بالفرنسية: Moussa Kamara) (مواليد 3 أبريل 1999 في باريس، فرنسا) لاعب كرة قدم دولي غامبي يجيد اللعب في مركز قلب الدفاع وبدرجة أقل الظهير الأيمن. يلعب حاليا لصالح الأهلي البحريني منذ 2024.

## المسيرة الرياضية مع الأندية
ولد كامارا في باريس وبدأ مسيرته في نادي مونتفيرميل وانضم إلى أكاديمية الشباب في تولوز في عام 2014.
في 18 أغسطس 2021 انضم كامارا إلى نادي جاميربوجت الصاعد حديثا إلى الدرجة الأولى الدنماركية في صفقة حتى نهاية عام 2021. وغادر مرة أخرى في نهاية الموسم.

## المسيرة الرياضية مع المنتخبات
وُلِد كامارا في فرنسا وهو من أصل غامبي. ظهر لأول مرة مع منتخب غامبيا لكرة القدم في مباراة ودية فاز فيها 1-0 على المغرب في 12 يونيو 2019.